# Раймар Цісмер
Раймар Цісмер (нім. Reimar Ziesmer; 23 листопада 1917, Берлін — ?) — німецький офіцер-підводник, капітан-лейтенант крігсмаріне.

## Біографія
3 квітня 1937 року вступив на флот. В квітні-серпні 1940 року пройшов курс підводника. З 12 жовтня 1940 року — 2-й вахтовий офіцер на підводному човні U-98, з листопада 1940 року — на U-38. В жовтні-листопаді пройшов курс командира човна. З 26 листопада 1941 по 14 грудня 1942 року — командир U-145, з 9 січня по 30 травня 1943 року — U-236, з 1 червня 1943 року — U-591. 26 червня вийшов у свій перший і останній похід. 30 липня 1943 року U-591 був потоплений в Південній Атлантиці південно-східніше Ресіфі (08°36′ пд. ш. 34°34′ зх. д.) глибинними бомбами американського патрульного літака «Вентура». 19 членів екіпажу загинули, 28 (включаючи Цісмера) були врятовані і взяті в полон.

## Звання
- Кандидат в офіцери (3 квітня 1937)
- Морський кадет (21 вересня 1937)
- Фенріх-цур-зее (1 травня 1938)
- Оберфенріх-цур-зее (1 липня 1939)
- Лейтенант-цур-зее (1 серпня 1939)
- Оберлейтенант-цур-зее (1 вересня 1941)
- Капітан-лейтенант (1 вересня 1944)